# Smilax keyensis
Smilax keyensis là một loài thực vật có hoa trong họ Smilacaceae. Loài này được Warb. ex K.Krause miêu tả khoa học đầu tiên năm 1925.